# Eleições gerais no Paraguai em 2003
A eleição geral paraguaia de 2003 foi realizada em 27 de abril.

## Resultados
O candidato do Partido Colorado, Nicanor Duarte foi eleito com 37% dos votos, seguido por Júlio César Franco, do Partido Liberal Radical Autêntico (PLRA), com 24% dos votos.
No Congresso os colorados mantiveram  maioria com 37 deputados eleitos e 16 senadroes, enquanto o PLRA elegeu 21 deputados e 12 senadores.

## Fonte
- Almanaque Abril, edição de 2007.